# KSV Roulers
Maillots
Dernière mise à jour : 16 septembre 2022.
Le Koninklijke Sportvereniging Roeselare était un club de football belge fondé en 1921 et basé à Roulers. Il est le résultat d'une fusion survenue en 1999 entre le KFC Roulers et le KSK Roulers. Le club est présidé par Yves Olivier. Le KSV Roulers a évolué pendant 5 saisons successives, de 2005 à 2010, en Division 1.Ne recevant pas de « licence D1B » au printemps 2020, il devait évoluer en Nationale 1 2020-2021 mais dépose le bilan et demande sa mise en faillite le 11 septembre 2020. Le matricule 134 a évolué durant 83 saisons dans les divisions nationales belges.
Le matricule 134 est radié en fin de saison 2020-2021, soit au moment où il aurait dû fêter son « Centenaire » !

## Histoire

### Prémices
Le club avec l'actuel matricule 134 est fondé en 1921, après que d'autres clubs de football aient été précédemment actifs dans la ville. La première équipe de football à Roulers a été fondée en 1900 par des étudiants qui avaient appris le football lors de leurs études en Angleterre. Ils ont d'abord joué sous le nom de United Friends Roeselare, qui fut changé en Red Star Roulers peu de temps après. En 1902, ce club rejoint l'URBSFA sous le nom d'Union Sportive Roulers. Mais en 1909, le club doit abandonner ses activités en raison de problèmes financiers. Une initiative a été prise immédiatement pour rétablir le Union Sportive Roulers, mais sous la houlette du leader libéral Edmond Facon, un certain nombre d'anciens membres du conseil d'administration ont créé un deuxième club de football : le Football Club Roeselare. En 1921, le Sportkring Roeselare est fondé, et devient membre de l'URSBFA en recevant le matricule 134 en 1926. Ce n'est qu'en 1923 que le nouveau FC Roulers s'enregistre et qu'il fini par obtenir le matricule 286. Un quart de siècle après leur création, les deux clubs reçoivent le titre royal et à partir de là, ils sont nommés respectivement KSK Roulers et KFC Roulers.

### Des hauts et des bas
En 1926, le SK Roulers apparaît pour la première fois en série nationale. Deux ans plus tard, en 1928-1929, l'équipe remporte sa série et le SK Roulers obtient sa première promotion en Division 2. Cependant, le club ne se maintient que trois ans. 
En 1952-1953, un nouveau niveau national est créé, la Division 4. Cette dernière constitue actuellement la Division 2 amateurs. Grâce à cette création d'un niveau national supplémentaire, le SK Roulers obtient sa promotion des séries provinciales aux séries nationales. Le club reste au quatrième échelon pendant plusieurs années, jusqu'à ce que l'équipe remporte sa série en 1959-1960 et obtienne sa promotion au troisième niveau du football belge. Roulers se maintient à ce niveau pendant 15 saisons. En 1975, celui-ci est relégué un échelon plus bas pour trois saisons, mais en 1978, le club fait son retour en troisième niveau. Le KSK Roulers continue à y jouer pendant 20 saisons, jusqu'en 1998 où il remporte sa série et monte en Division 2 pour la première fois de son histoire.

### Fusion et ascension du club
En 1999, le KSK Roulers fusionne avec l'autre club de Roulers, le KFC Roulers. Le nouveau club s'appelle le KSV Roulers et garde le matricule 134 ainsi que sa position en l'antichambre de l'élite du football belge. La matricule 286 disparaît quant à lui. Le club fusionné continue à obtenir de bons résultats et, en 2004-2005, il remporte le tour final de deuxième division sous la direction de Dennis Van Wijk. Cette saison-là, le club est promu en première division pour la première fois de son histoire.
Au cours de la saison 2005-2006, le club découvre aussi le football européen pour la première fois de son histoire. Le club doit cette place européenne grâce au Prix du fair play. 
Le KSV Roulers remporte sa première joute européenne 2-1 sur le terrain du FK Vardar Skopje, et 5-1 au match retour. Au tour suivant, Roulers remporte son premier match 2:1 au Ethnikos Achna, mais après une défaite 5:0 à Chypre, l'aventure européenne se terminée. Cette lourde défaite s'est accompagnée de suspicions. L'UEFA décide même de lancer une enquête.
Après trois saisons sans trop de problèmes pour se maintenir au plus haut niveau, la quatrième saison démarre très mal. Les critiques ont laissé entendre que leur nouveau directeur technique, Wim De Coninck, avait attiré un grand nombre de joueurs surpayés sans ajouter de valeur à l'équipe. Avec les réformes du football belge, cette saison est la dernière où 18 équipes jouent au plus haut niveau. Cette saison-là, en plus des deux équipes relégués, deux autres équipes sont barragiste contre deux clubs de Division 2. Finalement, grâce à cette réforme, le KSV Roulers joue le tour final de Division 2 où il en sort vainqueur et garde la possibilité de jouer en Division 1.

### Descente en Division 2
La saison suivante ne se déroule pas non plus sans difficultés. Avec beaucoup de départ de joueurs et des ressources financières limitées, le club bataille pour les barrages de Division 2 contre le KSC Lokeren où ce dernier les évitera. À la suite de cette mauvaise saison, le KSV Roulers commence le tour final quelques semaines après la compétition, mais le club ne sera pas assez fort pour lutter avec les trois autres clubs de Division 2. Ainsi, après cinq saisons, le KSV Roulers est donc rétrogradé en deuxième division après cinq saisons.
La première année de retour en deuxième division n'est pas particulièrement fructueuse. Bien que le KSV Roulers ait pris un bon départ, le club de la ville de Roulers descend peu à peu au classement au point que la relégation menace le club. Finalement, les ouest-flandriens réussissent à se maintenir et à reconstruire leur équipe. L'année suivante, Luc Devroe, le directeur sportif revient et Serhiy Serebrennikov est nommé entraîneur. Contrairement aux attentes, cette combinaison se déroule sans encombre et le niveau de jeu du KSV Roulers se rehausse.
Pendant la saison 2014-2015, le PDG de l'équipe, Johan Plancke, est très actif pour la réforme de la compétition du football belge en ce qui concerne les équipes professionnelles et amateurs. Finalement, le plan de Johan Plancke est approuvé par la ligue pro et la ligue nationale. Ce sont les représentants de la première et de la deuxième division qui l'ont respectivement approuvés. 
La saison suivante était la dernière saison selon l'ancienne réforme. Pour rester dans les 24 équipes professionnelles de Belgique, les 8 meilleures équipes de Division 2 devaient avoir la licence 1A. Si moins de 8 équipes étaient licenciées sous ce type de licence, les équipes professionnelles étaient complétées par les équipes de deuxième division avec une licence de football professionnel D 1B, puis par le classement. Après un mauvais départ en compétition, le KSV Roeselare grimpe lentement au classement. Pendant longtemps, l'équipe est dans le top 8. Jusqu'à ce qu'une période moins favorable commence. Après un match nul contre le KMSK Deinze, dans lequel l'arbitre Bert Put prend des décisions controversées au détriment de KSV Roeselare, aucune victoire n'est remportée pendant une longue période. Avec un 2 sur 18, l'équipe chute à la 10e place. Au cours des 3 derniers matchs de la saison, un autre revirement a lieu avec un 7 sur 9. Malgré cela, le club termine la saison proche du top 8, avec une neuvième place. Le champion, le White Star Bruxelles, n'avait cependant pas obtenu de licence du comité des licences quelques semaines auparavant. À la suite de cette décision, le club de Roulers est la 8e équipe avec une licence 1A de football rémunérée. Cependant, cette licence est toujours en attente car le White Star avait interjeté appel de cette décision auprès du Tribunal de première instance de Bruxelles. Après une réunion de 6 heures, au cours de laquelle le KSV Roulers est également représenté, et une discussion de 5 jours, le Tribunal de première instance décide de confirmer la décision du comité. Le White Star n'obtient pas de licence pour le football professionnel, de sorte que le KSV Roulers puisse rejoindre les équipes professionnelles au cours de la saison 2016-2017, dans la série appelée Division 1B.
Au cours de la première saison sous la nouvelle structure, le KSV Roulers remporte la première tranche dans la série Division 1B (après un 28 sur 30 lors des 10 matchs de cette période). Lors de la finale aller/retour, le KSV Roulers, le vainqueur de la première tranche du championnat affronte le Royal Antwerp FC, le vainqueur de la deuxième tranche. Pendant ces deux matchs, le Royal Antwerp FC en sort vainqueur et est donc promu en Division 1A aux dépens du club roularien.

### Chute hors du football professionnel
La saison 2019-20 est un chemin de croix pour le club roularien. Alors qu'il pointe en queue de classement de la D1B, le KSV Roulers est déclaré en faillite par le tribunal de l'entreprise de Flandre Orientale le 10 septembre 2019. La cause principale est une facture de 28.000€ honorée tardivement envers un fournisseur (REO Catering), ce dont le club a fait appel. La rencontre contre Virton ne peut avoir lieu, et les Roulariens se voient sanctionnés d'un forfait. Le tribunal de l'entreprise donne finalement raison au club roularien, la facture ayant effectivement été honorée quelques jours plus tôt. Sportivement, la saison est décevante. Roulers termine la saison à la 7e place sur 8, et est supposé jouer les playoffs 3 en compagnie de Lokeren. La crise du Covid-19 suspend ce barrage. Le 26 mars 2020, le quotidien Het Nieuwsblad annonce que les joueurs n'ont plus été payés depuis janvier, et que la propriétaire du club, Xiu Li Dai, n'apportera pas les garanties bancaires (4 millions d'euros) exigées par la commission des licences. 
De fait, le 8 avril 2020, la commission des licences refuse le statut professionnel au club roularien, ainsi que le droit d'évoluer en Nationale 1 (D3) lors de la saison 2020-21, le rétrogradant en Nationale 2 (D4). Les pensionnaires du Schiervelde font appel de la décision, et le 11 mai 2020, la CBAS leur refuse également le statut professionnel, mais les autorise à prendre part au championnat de Nationale 1. 
Le 18 juillet 2020, le KSV Roulers annonce qu'il est sauvé sur le plan financier, à la suite de l'arrivée de trois nouveaux investisseurs, parmi lesquels le Sporting Lisbonne. La propriétaire Xiu Li Dai cède ses responsabilités à la nouvelle direction.

Début septembre, des remous ont lieu au club roularien : le directeur sportif Jolan Fund et le CEO Diederik Degryse sont écartés du club pour des soupçons de contrats falsifiés. De plus, Fund est arrêté et mis en garde à vue pour des soupçons d'abus sur mineur en échange de contrats. 
Le 11 septembre 2020, le club demande sa mise en faillite. Les activités du club sont suspendues, bien que des investisseurs français se soient montrés intéressés par la reprise du matricule. Les joueurs sont alors libérés de leurs obligations, et leurs langues se délient dans la presse, accusant la hiérarchie de fausses promesses.

## Palmarès et statistiques

### Palmarès
| Compétitions nationales | Compétitions internationales                                             |
| - Championnat de Belgique de D3 : - Champion (3) - 1929, 1947 et 1998 - Championnat de Belgique de D4 : - Champion (2) - 1960 et 1978 | - Ligue Europa (C3) : - Meilleure performance : Deuxième tour (1) - 2007 |
| Compétitions régionales | Tournois saisonniers                                                     |
| |                                                                          |

### Bilan
Statistiques mises à jour le 14 septembre 2020 (terme de la saison 2019-2020)
| Niv | Divisions     | Jouées | Titres | TM Up | TM Down |
| --- | ------------- | ------ | ------ | ----- | ------- |
| I   | 1re nationale | 5      | 0      |       | 2       |
| II  | 2e nationale  | 22     | 0      | 3     | 1       |
| III | 3e nationale  | 45     | 3      | 1     |         |
| IV  | 4e nationale  | 11     | 2      |       |         |
| V   | 5e nationale  | 0      | 0      |       |         |
|     |               |        |        |       |         |
|     | TOTAUX        | 83     | 5      | 4     | 3       |

- TM Up : test-match pour départager des égalités, ou toutes formes de Barrages ou de Tour final pour une montée éventuelle.
- TM Down : test-match pour départager des égalités, ou toutes formes de Barrages ou de Tour final pour le maintien.

## Personnalités du club

### Entraîneurs
De la saison 1999-2000 à la saison 2015-2016, 11 entraîneurs connus se sont succédé à la tête du KSV Roulers.
| Rang | Nom                 | Période   |
| ---- | ------------------- | --------- |
| 1    | Jerko Tipurić       | 1999      |
| 2    | James Storme        | 1999-2000 |
| 3    | Peter Van Wambeke   | 2000-2001 |
| 4    | Raoul Peeters       | 2001-2003 |
| 5    | Dennis van Wijk     | 2003-2006 |
| 6    | Dirk Geeraerd       | 2006-2008 |
| 7    | Dennis van Wijk (2) | 2008-2010 |
| 8    | Nico Vanderdonck    | 2010-2011 |

| Rang | Nom                    | Période          |
| ---- | ---------------------- | ---------------- |
| 9    | Serhiy Serebrennikov   | 2011-2014        |
| 10   | Franky Van der Elst    | 2014-2016        |
| 11   | Arnauld Mercier        | 2016-2017        |
| 12   | Tom Colpaert (intérim) | 2017             |
| 13   | Dennis Van Wijk (3)    | 2017-2018        |
| 14   | Jordi Condom           | 2018             |
| 15   | Nano                   | 2018-jan. 2019   |
| 15   | Juanito                | depuis jan. 2019 |

### Joueurs emblématiques
- Nikita Rukavytsya
- Wouter Biebauw
- Fernand Boone
- Pierre Carteus
- Roger Claeys
- Olivier De Cock
- Sébastien Dewaest
- Gustave Eeckeman
- Geert Emmerechts
- Richard Orlans
- Kevin Oris
- Davy Oyen
- Stefaan Tanghe
- Johny Thio
- Ivan Perišić
- Wagneau Eloi
- Adil Hermach
- Collins John
- Sami Allagui

### Sources et liens externes
- (nl) « Fiche de l'équipe », sur Belgian Soccer Database (K. SK Roulers)
- (nl) « Fiche de l'équipe », sur Belgian Soccer Database (K. SV Roulers)
- (nl) Site officiel du club